# Aktion Nationaler Widerstand

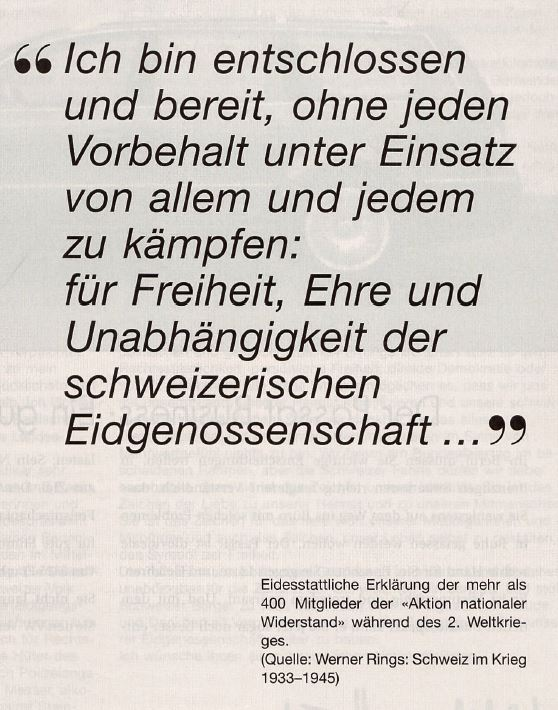
Beitrittserklärung ANW

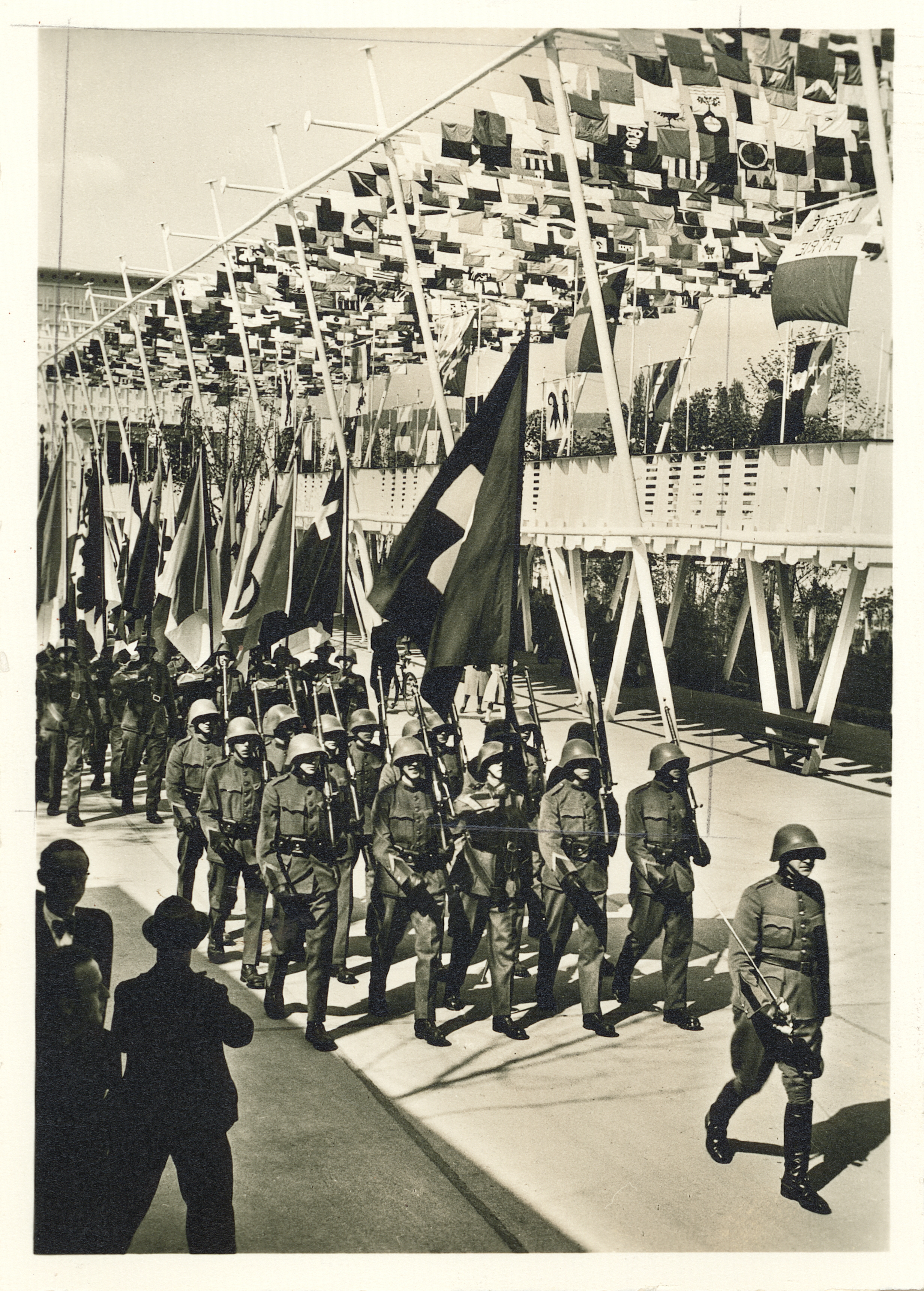
«Landi 39»: Manifestation des Widerstandswillens

Die Aktion Nationaler Widerstand (ANW) war eine geheime Widerstandsorganisation während des Zweiten Weltkriegs in der Schweiz. Ihre Mitglieder kämpften gegen Defätismus bei Armeeführung, Regierung und Volk, um die gemeinsame Widerstandskraft und den Wehrwillen der Milizarmee zu stärken, damit das Land sich gegen den propagandistischen Druck und einen allfälligen militärischen Angriff durch das nationalsozialistische Deutschland verteidigen konnte.

## Vorgeschichte
Die Schweiz wurde ab 1933 durch das nationalsozialistische Deutschland geistig-politisch «bearbeitet» und bedroht. Gegen das Eindringen nationalsozialistischen Gedankengutes und gegen die Wühlarbeit der Nazis wurde im Rahmen der Geistigen Landesverteidigung zur politischen Selbstbestimmung und zur Wachsamkeit aufgerufen.
Nach dem Anschluss Österreichs, bei dem das Volk mittels eines beispiellosen Ausmasses von nationalsozialistischer Propaganda überrollt wurde, befürchteten gut informierte Schweizer Nachrichtenoffiziere, Historiker und Journalisten, dass der Widerstandswille der Schweizer Bevölkerung und Milizarmee mittels politischer Propaganda als Psychologische Kriegsführung gebrochen werden könnte, was den Nationalsozialisten erlauben würde, ohne Gegenwehr einmarschieren zu können.
Nazi-Deutschland verbreitete seine Staatspropaganda über Presse, Radio, Filmwochenschauen und Gruppen, die als fünfte Kolonne anzusehen waren, die oftmals vordergründig an tatsächliche Vorkommnisse anknüpfte, die dann verzerrt und übertrieben wurden, um Misstrauen gegen die Standfestigkeit der Schweizer Behörden zu säen. Solche Vorwürfe, Behauptungen oder Drohungen betrafen unter anderen den Transit nach Italien, den Wirtschaftsverkehr mit Deutschland, die «unbesiegbare Wehrmacht», den Vorwurf der «Neutralitätsverletzung» durch Presse, Behörden und Kulturinstitutionen (Cabaret Cornichon, Schweizer Film, Schweizerische Landesausstellung 1939, Schauspielhaus Zürich usw.) und die «Kriegsschuld der Schweizer Presse» an der Verschlechterung der Beziehung zwischen der Schweiz und Nazi-Deutschland.
Dagegen war die Schweizer Presse machtlos, weil der Bundesrat glaubte, eine ungenügende Pressezensur könnte Nazi-Deutschland einen Grund zum militärischen Eingreifen liefern. Nazi-Deutschland trieb dabei ein doppeltes Spiel: offizielle Verlautbarungen sollten den Bundesrat in Sicherheit wiegen, während gleichzeitig die über 300 Schweizer Nazi-Organisationen (Bund treuer Eidgenossen nationalsozialistischer Weltanschauung, Eidgenössische Sammlung, Eidgenössische Soziale Arbeiterpartei, Kampfbund Speer, Nationale Bewegung der Schweiz, Nationale Front, Nationale Gemeinschaft Schaffhausen, Nationalsozialistische Arbeiterpartei, Sportschule Maag, Volksbund usw.) mit Geld und Propagandaaufträgen gegen die Schweiz mobilisiert wurden.

## Aktion nationaler Widerstand
Der Gotthardbund hatte mit Grossinseraten an den Widerstandswillen und die Opferbereitschaft des Schweizervolkes appelliert, gegen den Defätismus Stellung genommen und damit eine Beruhigung bei der Bevölkerung bewirkt. Den Schweizern, die sich für den unbedingten Widerstand einsetzten, fehlte jedoch eine Organisation, die die verschiedenen Widerstandskräfte der Schweiz bündelte und eine umfassende Aufklärung auf breiter Basis betrieb, als ziviles Gegenstück zum Offiziersbund.
Nach der Besetzung Frankreichs durch die Wehrmacht, als sich die demokratische Schweiz von den faschistischen Achsenmächten umzingelt sah, glaubten die Nationalsozialisten, die Schweiz sei reif zur Anpassung an das Neue Europa. Als im August 1940 Meldungen über das erschütterte Vertrauen der Soldaten in den unbedingten Widerstandswillen unserer Behörden eintrafen, kamen Hans Hausamann und August R. Lindt gleichzeitig, aber unabhängig voneinander zur Schlussfolgerung, dass es eine Organisation brauche, um den nationalen Widerstandswillen zu stärken. Beide waren Angehörige des Offiziersbundes gewesen und nahmen in der Folge mit Persönlichkeiten aus unterschiedlichen politischen Lagern Kontakt auf.
Am 7. September 1940 wurde die Aktion nationaler Widerstand gegründet. Zu den 21 Gründungsmitglieder gehörten unter anderen Walther Allgöwer, Karl Barth, Walther Bringolf, Alfred Ernst, Max Gafner (1892–1957), Hans Hausamann, Emil Klöti, August R. Lindt, Karl Meyer, Jean Mussard (1888–1967), Albert Oeri, Hans Oprecht, William Rappard, Ernst von Schenck (1903–1973) und Max Weber. Später schlossen sich Oscar Frey und Robert Frick (1902–1980) an. Sie forderten alle wichtigen Exponenten des Widerstandes in der deutschen Schweiz zur Mitarbeit auf. Am 23. November wurde die Westschweizer Gruppe Action de résistance nationale gegründet.
Die ANW war kein Verein, dem jedermann beitreten konnte. Die zukünftigen Mitglieder wurden sorgfältig ausgewählt, weil sie dank ihrer Stellung in Beruf und Politik die Möglichkeit besassen, im Sinne der ANW tätig zu sein und ihre darin erworbenen Kenntnisse einem grossen Kreis von Mitbürgern und Behörden weiterzugeben sowie aufgrund ihrer bisher bewiesenen Opferbereitschaft und Standfestigkeit für die geistige Landesverteidigung und den unbedingten Widerstand. Sie mussten eine Erklärung unterschreiben, die zugleich aufzeigte, welche ethischen Ziele der Verein verfolgte:

„Ich bin entschlossen  und  bereit, ich gelobe unter Einsatz von allem und jedem, zu kämpfen: für die Freiheit, Ehre und Unabhängigkeit der Schweizerischen Eidgenossenschaft, geworden auf christlicher Grundlage; für die Freiheit der Person und des Gewissens; für die Freiheit der Gemeinschaft auf föderalistischer Grundlage; für die Volksherrschaft auf Grund der persönlichen Verantwortung; für die Sicherung von Arbeit und Brot jedes Eidgenossen; gegen jeden Defaitisten, stehe er, wo er wolle.“

Damit wurde eine überparteiliche Organisation geschaffen, die im Verborgenen wirkte und nur dem Dienste der Unabhängigkeit der Heimat verpflichtet war. Unter den über 400 Mitgliedern waren führende Zeitungsredaktoren, Parlamentarier aller Parteien, Offiziere, Vertreter der Arbeiterschaft, Angehörige der Gruppe für geistige Arbeit des Zivilen Frauenhilfsdienstes, der Zürcher Hochschulgruppe für freiheitlich-demokratische Politik, der Res Publica, des Forums Helveticum, Vorsteher der Landeskirchen, Lehrer und Hochschulprofessoren.
Um die Mitglieder nicht der Gefahr der Verfolgung auszusetzen, galt strengste Geheimhaltungspflicht. Nur wenige kannten die einzelnen Widerstandsaktionen. Drei Aufgaben der ANW dienten dem Ziel, günstige politische und geistige Bedingungen für die Armee zu gewährleisten, um ihre Widerstandskraft gegenüber feindlichem Druck zu festigen: Sie griffen dort ein, wo Feinde des Staates aktiv waren, um Behörden oder Bürger bei der Abwehr zu unterstützen. Die Bevölkerung wurde schriftlich und mit Vorträgen aufgeklärt, was die Presse wegen der Zensur nicht tun konnte. Für den Kriegsfall wurde der Widerstand im Untergrund vorbereitet.
Die ANW wurde hauptsächlich von Hans Oprecht, August R. Lindt und ihrem Sekretär Ernst von Schenck geprägt. Letzterer war von 1940 bis 1945 für die Redaktion der «Information der Woche» verantwortlich, mit der die ANW kritische Berichte und Analysen zur Lage in Deutschland und der damit verbundenen Haltung der Schweiz an der Pressezensur vorbei per Post verbreitete.
Nach dem Krieg traten innerhalb der ANW unterschiedliche Meinungen zu Tage, beispielsweise in Bezug auf das Verhältnis zwischen der Schweiz und der Sowjetunion. Der Zentralausschuss beschloss deshalb 1945, die Organisation aufzulösen, die Geheimhaltung betreffend der Mitgliedschaft jedoch weiterhin aufrecht zu lassen.
Der verborgene Widerstand wurde von verschiedenen Organisationen weiter geführt: Territorialdienst von 1948 bis 1967, Spezialdienst (UNA) von 1968 bis 1979, P-26 von 1980 bis 1990.